# Ruud Krol
Rudolf Jozef Krol (Amsterdã, 24 de março de 1949) é um treinador e ex-futebolista neerlandês que atuava como lateral-esquerdo.

## Carreira

### Clubes
Começou a jogar futebol em times da segunda divisão dos Países Baixos como o Rivalen. Mais tarde, com apenas dezessete anos, foi contratado pelo Ajax. Ao longo da carreira obteve, entre outros títulos, sete campeonatos holandeses, três Copas dos Campeões da Europa e duas Supercopas. Com a saída de Piet Keizer em 1974, assumiu a braçadeira de capitão do Ajax, onde jogou até 1980.
Teve uma breve passagem pelo Vancouver Whitecaps onde jogou catorze partidas. Em 1980 foi contratado pelo Napoli. Por duas vezes (1980/81 e 1981/82), Krol conseguiu a maior nota média do campeonato entre os estrangeiros, de acordo com a revista Guerin Sportivo. Em 1984 se transferiu para o AS Cannes, clube em que encerrou a carreira em 1986.

## Seleção Neerlandesa
Estreou na seleção dos Países Baixos em 1969, numa partida contra a Inglaterra, e, em sua história fez 4 gols pela mesma. É um dos jogadores que mais vezes vestiu a camisa laranja, totalizando 83 apresentações. Bastante técnico, Krol foi considerado peça chave do lendário "Carrossel Holandês", vice-campeão nos Mundiais de 1974 e 1978.
Em 1986 aposentou-se e, posteriormente, tornou-se treinador. 

## Títulos

### Como jogador
Ajax
- Eredivisie: 1969–70, 1971–72, 1972–73, 1976-77, 1978-79, 1979-80
- Copa dos Países Baixos: 1969–70, 1970–71, 1971–72, 1978-79
- Liga dos Campeões da UEFA: 1970–71, 1971–72, 1972–73
- Supercopa da UEFA: 1972, 1973
- Copa Intercontinental: 1972

Países Baixos
- Copa do Mundo FIFA:1974 e 1978 - Vice campeão
- Eurocopa: 1976 - Terceiro Lugar
- Torneio de Paris de Futebol: 1978

### Como treinador
Zamalek
- Campeonato Afro-Asiático de Clubes: 1997
- Copa do Egito: 2007–08

Orlando Pirates
- Campeonato Sul-Africano: 2010–11
- Copa da África do Sul: 2010–11
- Copa da Liga Sul-Africana: 2009–10, 2010–11
- Taça MTN 8: 2009–10

Sfaxien
- Campeonato Tunisiano: 2012–13
- Taça das Confederações da CAF: 2013

Esperance
- Campeonato Tunisiano: 2013–14

Raja Casablanca
- UNAF Club Cup: 2015

Egito Sub-23
- Jogos Pan-Africanos: Medalha de Ouro 1995

### Prêmios individuais
- Equipe das Estrelas da Copa do Mundo: 1974 e 1978
- Equipe das Estrelas da Eurocopa: 1976
- FIFA XI: 1979
- Ballon d'Or: 1979 - Terceiro Lugar
- Guerin d'Oro: 1981
- PSL Treinador da Temporada: 2010-11